# 마쓰다이라 마사카쓰

마쓰다이라 마사카쓰(일본어: 松平昌勝, 간에이 13년 음력 3월 11일(1636년 4월 16일) ~ 겐로쿠 6년 음력 7월 27일(1693년 8월 28일))는 에도 시대 전기의 다이묘이다. 에치젠 마쓰오카번 초대 번주. 후쿠이번주 마쓰다이라 다다마사의 서장자이자 마쓰다이라 히데야스의 서손이다.

## 생애
디가야무라 히로시가 부역을 명령받았다.
다다마사 사후, 그 유언에 의해 쇼호 2년(1645년)에 5만 석을 분할받아, 게이안 원년(1648년)에 시바하라로 불렸던 땅을 마쓰오카(松岡)라 고치고, 마쓰오카번을 입번했다. 3년 정도 걸려 마츠오카관이 세워졌다. 동년 12월 31일, 종5위하·중무 다이스케에 서임한다. 게이안 4년(1651년)에는 창승, 광통, 창친의 형제 모두 햇빛의 가광묘 건축을 돕도록 명령받았다.
조오 2년(1653년) 할머니를 기리며 영내에 에이헤이지 말사(永平寺末寺)로 세이료산텐류사(清良山天龍寺)를 건립했다.절의 산호는 할머니인 세이료인(清良院)에서 따왔고, 절 이름인 덴류지(天龍寺)는 주지가 이전에 있던 에도 시나가와의 텐류지(天龍寺)에서 따왔다. 마쓰오카번주 가문의 보리사이자 고 마사카쓰의 아들이 후쿠이 번을 잇자 후쿠이번의 보리사 중 하나가 되었다.또, 이 전후에 영내의 치수를 실시하는 것과 동시에 마츠오카관에 외호를 파, 도이(도루)를 돌려 확충했다. 간세이 4년(1792년) 7월 27일 창승백회기를 기념하여 창승상이 만들어져 이 절에 안장되었다.지금도 절 안에는 마사카쓰를 모시는 어상당이 있고, 지금도 매년 어상제가 행해지고 있다.
쇼오 3년(1654년), 마쓰오카에 첫입부 했다. 현지에서는 온후하고, 영민에 대해 싹싹한 인품이었다는 이야기가 남는다. 승마 등 무예 외에도 강물에서 고기잡이, 가마우지, 수영, 스모로 노름, 와카 등을 즐겼다고도 한다. 또 식산 흥업에 종사하며 특히 주물 산업이 발전했다. 관문 3년(1663년) 12월 28일에는 종4위 아래에 올랐다. 조쿄 3년(1686년)에 정식으로 후쿠이번으로부터 독립 경영하는 것을 인정받았다.
그 후에도 본가의 가독을 이어받지 못한 것에 불만을 품고, 종종 본번에 개입하면서 후에 일어나는 후쿠이번의 가독 소동의 한 원인을 만들게 되었다. 미쓰미치 사후에는 동생 마사치카가 상속되어 마사카쓰가 후쿠이번의 번주가 되는 일은 끝까지 없었다.
겐로쿠 6년(1693년) 7월 27일에 에도아사쿠사의 저택에서 58세로 사망해, 뒤를 3남·쇼헤이(후의 무네마사)가 이었다.
토악구수기에 의하면 분수보다 한턱 쏘고 미소년을 좋아하며 늘 술판을 벌였다가 아직까지는 악행을 저지르지 않아 중하장으로 꼽힌다.

## 같이 보기
- 가타야마 료안

|  | 제1대 에치젠 마쓰오카번 번주 (에치젠 마쓰다이라가) 1645년 ~ 1693년 | 후임 마쓰다이라 마사히라(무네마사) |